# Maxi Jazz
Maxwell Fraser (Londen, 14 juni 1957 – aldaar, 23 december 2022), beter bekend onder zijn artiestennaam Maxi Jazz, was een Brits rapper, dj, songwriter en muzikant; hij werd bekend als frontman van de dancegroep Faithless.

## Biografie

### Soulfood Cafe
Maxi Jazz was vanaf het begin van Faithless het gezicht van de band. Toch was de rapper met het donkere stemgeluid al voor het bestaan van de groep bekend. In 1983 kwam hij in aanraking met hiphop en niet veel later had hij zijn eigen hiphopkroeg. Vier jaar later kreeg Maxi Jazz een radioprogramma op de plaatselijke piratenzender. Met de band Soulfood Cafe bracht hij in 1990 een eigen album uit, getiteld Original Groovejuice, Vol. 1. In 1992 was het tijd voor Maxi Jazz’ eigen label: Namu Records. In 1993 kwam Maxi Jazz naar de Amsterdamse concertzaal Melkweg als voorprogramma van de debuterende band Jamiroquai.

### Faithless
Na een toevallige ontmoeting met producer Rollo ontstond het idee voor een samenwerking. Een naam was door de overtuigd Nichiren Shoshu boeddhist snel verzonnen: Faithless. Hij was frontman vanaf de oprichting in 1995 tot 2011 en tijdelijk in 2015 en 2016 bij Faithless 2.0. Maxi Jazz had een diep, rustig stemtimbre dat in combinatie met de elektronische muziek het publiek opzweepte. Het nummer Insomnia was hem op het lijf geschreven, hij leed immers aan slapeloosheid. 

### Andere projecten
Hij werkte in 1991 mee aan Erzulie van Jah Wobbles Invaders of the Heart. In 2002 zong hij met Robbie Williams My Culture van 1 Giant Leap.
In 2006 maakte hij met DJ Tiësto het lied Dance4Life. Het werd gemaakt voor de gelijknamige organisatie tegen aids en hiv. Hij was tevens de ambassadeur ervan en gaf onder andere op het concert van Tiësto in GelreDome in Arnhem op 21 september 2007 elke toeschouwer twee condooms, ter promotie van veilig vrijen.

### The E-Type Boys
Nadat Faithless (tijdelijk) op non-actief ging, ging de rapper verder met Maxi Jazz & The E-Type Boys; in deze band was hij zowel zanger als gitarist.
Begin 2022 maakte hij bekend dat hij met gezondheidsproblemen kampte en tijdelijk stopte met optreden. Maxi Jazz overleed thuis in zijn slaap op 23 december 2022 op 65-jarige leeftijd.

## Trivia
Hij was buiten muziek geïnteresseerd in snelle auto's en was supporter van voetbalclub Crystal Palace. Hij organiseerde in 2000 met 'Maxi Jazz Racing' zijn eigen autorace.

## Discografie

### Albums
- Original Groovejuice, Vol. 1 (DJ Maxi Jazz And The Soulfood Café)

### Singles
| Single met eventuele hitnotering(en) in de Nederlandse Top 40 | Datum van verschijnen | Datum van binnenkomst | Hoogste positie | Aantal weken | Opmerkingen                          |
| ------------------------------------------------------------- | --------------------- | --------------------- | --------------- | ------------ | ------------------------------------ |
| My culture                                                    | 2002                  | 20-04-2002            | 33              | 3            | met 1 Giant Leap & Robbie Williams   |
| Dance4Life                                                    | 18-08-2006            | 26-08-2006            | 3               | 22           | met Tiësto / Dancesmash op Radio 538 |

| Single met hitnotering(en) in de Vlaamse Ultratop 50 | Datum van verschijnen | Datum van binnenkomst | Hoogste positie | Aantal weken | Opmerkingen                        |
| ---------------------------------------------------- | --------------------- | --------------------- | --------------- | ------------ | ---------------------------------- |
| My culture                                           | 2002                  | 27-04-2002            | 50              | 1            | met 1 Giant Leap & Robbie Williams |
| Dance4Life                                           | 2006                  | 02-09-2006            | 5               | 20           | met Tiësto                         |

- Bibsys: 10104066
- Biblioteca Nacional de España: XX1159781
- Gemeinsame Normdatei: 135476909
- International Standard Name Identifier: 0000 0000 4415 5056
- Library of Congress Control Number: no2003032132
- MusicBrainz: debd408d-72b3-4c14-a0eb-dd4fe526e240
- Nationale Bibliotheek van Tsjechië: xx0158653
- Nationale Bibliotheek van Israël: 987007394717405171
- Istituto Centrale per il Catalogo Unico: DDSV105613
- Virtual International Authority File: 53834447